# Фармакология

Полученный естественным путем опиум из опийного мака использовался в качестве наркотика еще до 1100 г. до н. э.

Фармаколо́гия (от греч. φάρμακον «лекарство» + λόγος «слово, учение») — медико-биологическая наука о лекарственных веществах и их действии на организм; в более широком смысле — наука о физиологически активных веществах вообще.
Если вещества используются в фармакотерапии, их называют лекарственные средства.

## Разделы фармакологии
Фармакология подразделяется на множество субдисциплин, имеющих свой особый предмет и методы изучения:

### Клиническая фармакология
Клиническая фармакология изучает воздействие лекарственных средств на организм уже болеющего человека, особенно в условиях клинического наблюдения. В самостоятельный раздел фармакологии выделяется не везде. Однако только непосредственное и пристальное наблюдение за эффектом от применяемых лекарственных средств позволяет определить рациональный режим применения и необходимость тех или иных улучшений. Клиническая фармакология остаётся одним из наилучших и наиболее обеспеченных способов изучения новых препаратов. В свою очередь, клиническая фармакология подразделяется на три отдела: фармакодинамику (учение о действии лекарственных веществ на организм), фармакокинетику (учение об усвоении, распределении и трансформации лекарственных веществ в организме) и фармакотерапию (учение о применении лекарственных веществ при лечении).

### Нейрофармакология
Нейрофармакология изучает влияние лекарственных средств на центральную и периферическую нервную систему. Особый предмет нейрофармакологии — влияние лекарств на основные функции деятельности мозга и на различные медиаторы этой деятельности.

### Психофармакология
Психофармакология изучает возможности лекарственных средств при лечении психических расстройств. Выделение психофармакологии в особый раздел фармакологии связано со специфичностью и значительной сложностью методических приёмов, используемых при лечении заболеваний психики.

### Сердечно-сосудистая фармакология
Сердечно-сосудистая фармакология изучает влияние лекарственных средств на работу сердца. В самостоятельный раздел фармакологии также выделяется не всеми. Однако функционально орган настолько важен, что неизбежно становится важным и всё, что так или иначе может повлиять на его деятельность. Изучение неочевидных связей уникального предмета может потребовать и уникальных методов изучения. ССЗ являются одной из основных причин смертности в промышленно развитых странах. В связи с разработкой и реализацией государственных программ профилактики болезней сердца удалось существенно снизить летальность от ИБС.

### Фармакогенетика
Фармакогенетика изучает реакции организма на лекарственные средства в зависимости от наследственных факторов. Наличие тех или иных участков генов влияет на фармакокинетические и фармадинамические процессы, происходящие в результате приёма того или иного лекарственного вещества. Выявление и описание таких связей позволяет врачам в сложных случаях применять лекарства в их самой эффективной форме.

### Фармакогеномика
Фармакогеномика это углублённая фармакогенетика, она исследует влияние генетической вариации каждого человека в его реакции на лекарственное средство. В своём развитии предполагает формирование так называемой «эффективной персональной медицины».

### Токсикология
Токсикология изучает ядовитые (токсичные) вещества, механизмы токсического действия на организм, а также методы диагностики, лечения и профилактики развивающихся от такого воздействия заболеваний.

### Позология (дозеология)
Позология изучает и устанавливает общие для всех разделов методы определения лекарственных доз, концентрацию вещества в зависимости от пола, возраста, особенностей анамнеза и т. п. Важнейшим направлением позологии является разработка надёжных методов определения доз при испытаниях новых веществ.

### Фармакогнозия
Фармакогнозия имеет своим предметом лекарственные средства, получаемые из сырья растительного или животного происхождения. К наиболее важным задачам фармакогнозии относят всестороннее изучение натурального сырья для лекарств, получаемых из органических веществ: их морфологические признаки, географию, химический состав, способы и сроки заготовки, фармакологическое действие, способы и сроки хранения, выявление промышленных месторождений, определение потенциальных запасов, ежегодных объёмов заготовки, а также изыскание новых лекарственных средств на основе сырья растительного происхождения.

### Теоретическая фармакология
Теоретическая фармакология — сравнительно молодой, но быстро развивающийся раздел, использующий в основном достижения вычислительной химии, в особенности, квантовой химии и методов молекулярной механики, — с многообещающими научными перспективами. Теоретическая фармакология видит свою задачу в рационализации изучения лекарственных веществ на участке между конкретной апробацией и компьютерным моделированием эффекта. В дальнейшем, на основе структурного анализа моделей органических молекул, теоретическая фармакология видит свою задачу в максимальном предсказании лечебного эффекта любого моделируемого вещества, как если бы его апробация уже прошла. В идеале, теоретическая фармакология потенциально в состоянии создать целый класс лекарств, быстро разработанных для крайне узкой и специальной цели...

### Нанофармакология
Нанофармакология — это ещё одно новое и перспективное направление в фармакологии, использующее технологии управления веществом на уровне атомов и молекул. Здесь пересекаются новейшие области знаний в физике, химии, биологии и генной инженерии, при котором вполне возможно создание новых лекарственных веществ или открытие нового способа использования уже известных.

## История
Растения, минералы, части животных организмов, воды природных источников и другие вещества использовались для исцеления задолго до появления письменности. Первые письменные упоминания о лекарствах содержатся в египетских иероглифах, на статуе бога Тота; систематизированные сведения о лекарствах приведены в Папирусе Эберса (XVII века до н. э.).

### Античное время
Около 300 лекарственных растений упоминается в трудах Гиппократа, их подробные описания даны древнегреческими врачами Теофрастом (372—287 до н. э.) и Диоскоридом (I в. н. э.). Сочинение последнего «Materia medica» («Врачебное веществословие») до XIX века служило синонимом науки о лекарствах.
Гиппократ обобщил знания, накопленные к периоду расцвета греческой рабовладельческой демократии.

### Фармакология в Греции после Гиппократа
Важнейшая часть фармакологии — сведения о лекарственных растениях — содержатся в сочинениях Галена. Гален следовал учению Гиппократа о гуморальной патологии, но внёс в эту концепцию существенные изменения. На практике главным можно считать идеи Галена о методах приготовления лекарств. В отличие от Гиппократа, Гален не считал необходимым сохранять первозданную и неделимую «жизненную силу» из неизменных растений — он утверждал, что в них есть как полезные, так и бесполезные, или даже вредные компоненты; различными методами можно отделить первые от вторых. Врач должен распознавать эти начала, использовать измельчение, растирание, настаивание, отваривание в вине, уксусе, воде. Галеновы и неогаленовые препараты являются широко используемыми лекарственными средствами до сих пор.

### Средние века и эпоха Возрождения
Фундамент современной фармакологии был заложен в Средние века, в трудах Ибн Сины и Парацельса. Парацельс, в отличие от многих предшественников, использовал лекарственные вещества не только органического происхождения, исследуя лечебное действие и неорганических соединений — железа, ртути, свинца, меди, мышьяка, серы, сурьмы. В эпоху Возрождения развиваются экспериментальные методы исследования, становятся всё более полными представления о химическом составе лекарств, на место устаревших медицинских теорий выдвигаются новые. Книгопечатание представило возможность выйти на совершенно новый уровень сбора и анализа сведений о лечебных свойствах веществ различного происхождения, а развитие университетов в крупных европейских городах способствовало распространению этих сведений среди всё большего числа студентов — будущих врачей.

### Новое время
Начало современной экспериментальной фармакологии положено Р. Бухгеймом (Дерпт) в середине XIX века. Её развитию способствовали О. Шмидеберг, Г. Мейер, В. Штрауб, П. Тренделенбург, К. Шмидт (Германия), А. Кешни, А. Кларк (Великобритания), Д. Бове (Франция), К. Гейманс (Бельгия), О. Леви (Австрия) и другие.
В России в XVI—XVIII веках уже существовали «аптекарские огороды», а сведения о лекарственных растениях записывались в «травниках» и «зелейниках». В 1778 вышла первая русская фармакопея «Pharmacopoea Rossica». В конце XVIII — начале XIX веков в России появились и другие подробные руководства по лекарствоведению на русском языке: «Врачебное веществословие или описание целительных растений во врачевстве употребляемых etc.» (4 ч. с 134 рис., СПб., 1783—1789) Амбодик-Максимовича и «Фармакография или химико-фармацевтическое и фармакодинамическое изложение приготовления и употребления новейших лекарств» (Спб., 1827) Нелюбина, выдержавшие по несколько изданий. Открылись первые фармакологические лаборатории. К экспериментам по фармакологии проявляли интерес и выдающиеся русские врачи Н. И. Пирогов и А. М. Филомафитский, в лабораторных условиях они исследовали на животных действие новых препаратов — эфира и хлороформа.

### Периодические издания
- Журнал «Качественная клиническая практика»
- Журнал «Клиническая фармация»
- Журнал «Клиническая фармакокинетика»
- «Фармакология и токсикология» (М., с 1938)
- «Acta pharmacologica et toxicologica» (Cph., с 1945)
- «Archives internationales de pharmacodynamie et detherapie» (P., с 1894)
- «Arzneimittej = Forschung» (Aulendorf. c 1951)
- «Biochemical Pharmacology» (Oxf., с 1958)
- «British Journal of Pharmacology and Chemotherapy» (L., с 1946);
- «Helvetica physiologica et pharmacologica acta» (Basel, с 1943);
- «Journal of Pharmacology and Experimental Therapeutics» (Baltimore, с 1909)
- «Naunyn — Schmiedebergs Archiv fur experimentelle Pathologie und Pharmacologie» (Lpz., 1925) (в 1873—1925 — «Archiv fur experimentelle Pathologie und Pharmakologie»)